# Chloroéthane
Le chloroéthane ou monochloroéthane, généralement connu par son ancienne appellation chlorure éthylique (ou chlorure d'éthyle, plus anciennement nommé éther muriatique), est un composé chimique autrefois employé couramment comme anesthésique, comme support de parfum ou pour produire le plomb tétraéthyle, un additif pour le carburant. C'est un gaz incolore et inflammable, très volatil, avec une odeur légère et douce.
C’est aussi un fluide frigorigène.

## Historique
Il aurait été découvert par Guillaume-François Rouelle, et utilisé comme anesthésique par Pierre Flourens.

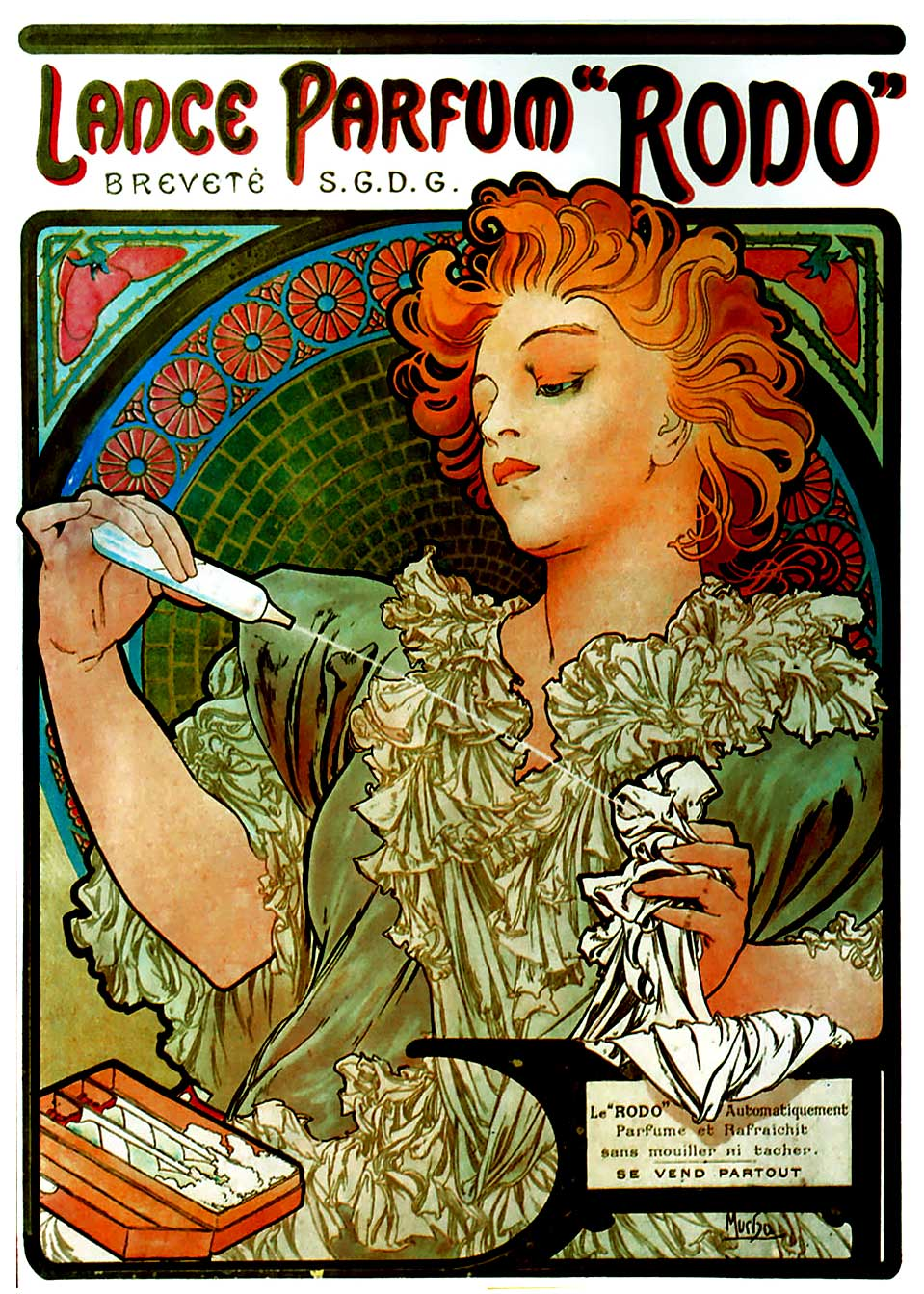

Produit dans son usine de La Plaine en Suisse à partir de 1876 et commercialisé sous le nom de Kélène par la société chimique des usines du Rhône, il est utilisé comme anesthésique local puis comme support de parfum et, enfin, comme une sorte de fluide glacial parfumé qui sera vendu en très grande quantité au Brésil. 

## Utilisation

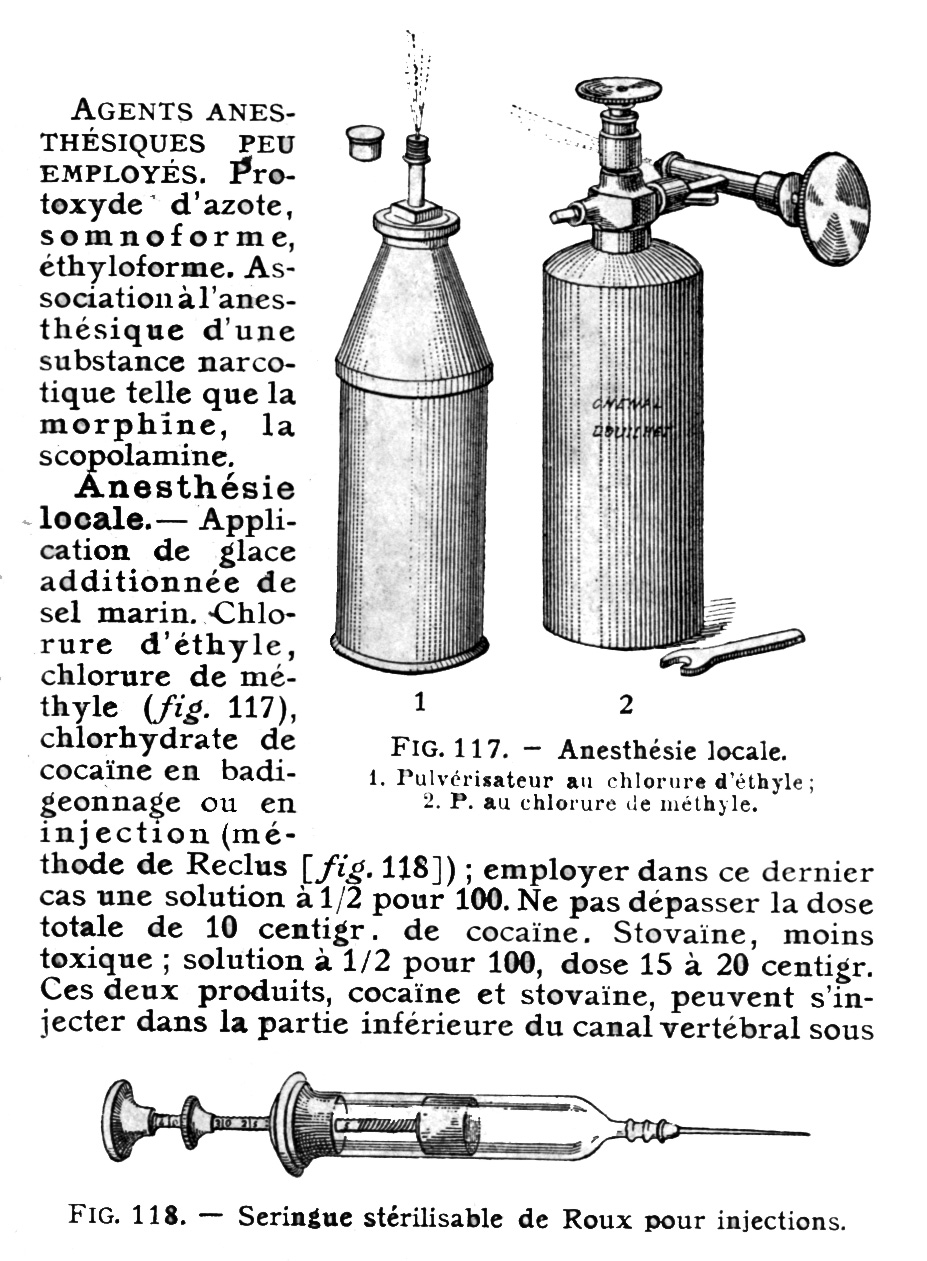
Larousse médical de 1912, montrant un pulvérisateur au chlrorure d'éthyle pour anesthésie locale.

- réactif dans la synthèse du plomb tétraethyle : à partir des années 1920 et pendant la majeure partie du XXe siècle, le chlorure d'éthyle a été massivement utilisé pour la synthèse du principal additif de l'essence plombée.  Après le retrait progressif des carburants au plomb entre 1976 et 2000, la production de chlorure d'éthyle a fortement chuté.
- liquide réfrigérant
- liquide propulseur dans les flacons d'aérosol et comme agent d'entraînement des mousses polymérisables.
- anesthésiant local : appliqué directement sur la peau sous forme de spray, il produit en s'évaporant une baisse rapide de température qui insensibilise momentanément la zone traitée. On l'utilise par exemple pour calmer la douleur à la suite de piqûre d'insecte ou pour une petite chirurgie locale.  Il n'est en revanche pas utilisé en anesthésie générale en raison de sa toxicité.
- solvant des corps gras, des résines, du soufre, du phosphore.
- agent éthylant dans la synthèse de certains colorants, de médicaments et à plus grande échelle pour la préparation de l'éthylcellulose qui est un épaississant et un liant utilisé dans les peintures et les cosmétiques.

## Production et synthèse
Le chloroéthane est le produit de la réaction entre l'éthylène et le chlorure d'hydrogène  avec un catalyseur de chlorure d'aluminium à des températures comprises entre 130 °C et 250 °C. Dans ces conditions, le chloroéthane est produit selon l'équation chimique :
C2H4 + HCl → C2H5Cl
Autrefois, le chlorure d'éthyle était également produit à partir de l'éthanol et de l'acide chlorhydrique, ou à partir de l'éthane et du chlore, mais ces procédés ne sont pas rentables. Une certaine quantité de chlorure d'éthyle est issue de la production du polychlorure de vinyle.

## Sécurité

### Sécurité incendie
C'est un produit extrêmement inflammable avec émission de gaz et fumées toxiques et irritants (chlorure d'hydrogène, phosgène notamment).

### Toxicité
Le chlorure d'éthyle est le moins toxique des chloroéthanes.  Comme les autres hydrocarbures chlorés, il agit sur le système nerveux central mais dans une moindre mesure que d'autres composés similaires.  L'inhalation de vapeurs à une concentration inférieure à 1 % ne donne généralement lieu à aucun symptôme.  A une concentration plus élevée on observe des symptômes voisins de ceux que procure une intoxication éthylique. Au-delà d'une concentration supérieure à 15 %, l'exposition entraîne une perte de conscience, des désordres du fonctionnement cardiaque et peut s'avérer fatale.